# Jack Garfein
Jakob Garfein (2 juillet 1930 – 30 décembre 2019) est un réalisateur américain, metteur en scène de théâtre, scénariste, professeur, producteur et figure clé de l’Actors Studio.
Il grandit à Bardejov, en Tchécoslovaquie, lors de la montée du Nazisme. Jack Garfein est déporté à Auschwitz à l’âge de treize ans, et survit à onze camps de concentrations. En 1946, jeune adolescent orphelin, il fait partie du premier groupe des survivants de l’Holocauste à immigrer aux États-Unis ; où il obtient en 1952 la nationalité américaine.
Après avoir étudié au Dramatic Workshop de New York, Jack Garfein devient le premier metteur en scène à obtenir sa place au sein du prestigieux Actors Studio.
Il met en scène la toute première pièce du Studio à Broadway, End as a Man (1953). Il fonde l’Actors Studio West, aux côtés de Paul Newman, en 1966. Il est par la suite le professeur d’acteurs tels que Sissy Spacek, Ron Perlman, Irène Jacob, James Thierrée, Laetitia Casta, et Samuel Le Bihan, parmi tant d’autres. Il dirige aussi Uta Hagen, Herbert Berghof, Shelley Winters, Jessica Tandy, Hume Cronyn, Ralph Meeker, Mark Richman, Mildred Dunnock, ainsi que Elaine Stritch, et c’est lui qui découvre Steve McQueen, Bruce Dern, George Peppard, Ben Gazzara, Pat HingleAlbert Salmi, et Paul Richards. Il donne à James Dean son premier rôle dans End as a Man (1953).
Jack Garfein devient l’assistant des réalisateurs Elia Kazan et Georges Stevens sur les films La Poupée de chair (Baby Doll) (1956) et Géant (1956). Peu de temps après, il réalise deux films qui, tant sur le point artistique que politique, n’épargnent pas le conservatisme hollywoodien et subissent par conséquent une forte censure. Dans son film Demain ce seront des hommes (1957), il interroge le racisme aux États-Unis. Choqué lorsqu’il arrive aux États-Unis et y découvre la ségrégation, il se bat pour le droit des acteurs afro-américains à jouer au cinéma. Demain ce seront des hommes a également été censuré par le Motion Picture Production Code pour son « ambiance homosexuelle » générale et pour « son excès de brutalité et des séquences suggestives qui tendent à ne pas respecter l’autorité de la loi. »
Son second film, Au bout de la nuit (1961), subit également des restrictions de la part du Production Code pour avoir montré de manière réaliste le viol d’une jeune femme. Le film a été tourné à New York, la ville où se déroule l’intrigue du film. La comédienne principale Carroll Baker était alors la femme de Jack Garfein. Lors d’une rétrospective au Telluride Film Festival en 2012, il décrit le film comme un écho de son histoire personnelle, un survivant qui tente de se reconstruire à New York après un lourd traumatisme. Au bout de la nuit, auprès de la communauté cinéphile, a une réputation plus que stellaire pour ses qualités artistiques de mise en scène. Le film a été intégré à la collection CriterionDvd en 2017, et lors de sa sortie, Albert Johnson[Lequel ?] du Film Quarterly écrit « La conception visuelle est sublime (le chef-opérateur est Eugen Schüfftan), et le film est béni d’une des meilleures musiques originales d'Aaron Copland. » Les génériques du film ont été réalisés par Saul Bass.
Même si plus tard l’œuvre de Jack Garfein est reconnue officiellement à la Cinémathèque Française (1984), au théâtre Billy Wilder(2010), au Film Forum (2011), au Telluride Film Festival (2012), et au BFI (2014), les thèmes controversés de ses films et le non-respect des codes de censure d’Hollywood de l’époque lui ont valu un exil forcée du milieu du cinéma, et par conséquent de tomber dans l’oubli. Malgré ces circonstances, dans les années qui suivent, il continue de travailler au théâtre, d’enseigner au Actors Studio West, à l'Actors and Directors Lab à New York, et au Studio Jack Garfein à Paris. Il inaugure le théâtre Samuel Beckett, ainsi que le théâtre Harold Clurman à New York, il est l’auteur du livre Life and Acting - Techniques for the Actor (2010), inspiré de ses dizaines d’années d’expériences et de travail avec certaines des plus grandes icônes cinématographiques du XXe siècle.

## Biographie
Né d’une famille juive à Mukatchevo, Jack Garfein grandit dans le Shtetl (quartier juif) de Bardejov en Tchécoslovaquie (aujourd’hui Slovaquie). Sa mère, Blanka (Spiegel), était femme au foyer, et son père, Hermann Garfein, était un des décisionnaires de la scierie familiale. Lors de la montée du nazisme, son père fonde une organisation de résistance au sein de leur ville. En 1942, il est arrêté lors de sa fuite vers la Palestine et est déporté à Auschwitz. En 1943, Jack Garfein, sa mère, et sa petite sœur Hadi se rendent clandestinement en Hongrie et trouvent refuge chez des proches jusqu’en 1944, où ils sont arrêtés et déportés pour Auschwitz. Toute sa famille est tuée dans la Shoah. Il survit à onze camps de concentration.
À la fin de la guerre, il est libéré par l'armée anglaise du camp de Bergen-Belsen. Pesant vingt-deux kilos, il est envoyé dans un orphelinat à Malmö en Suède, où il soigné par une infirmière, Hedvig Ekberg. Il l’appelle sa “seconde mère”. Il lui rend visite près de seize ans plus tard lors d’une tournée promotionnelle de son second film Au bout de la nuit (1961) en Suède.
En 1946, lors d’une visite de l’orphelinat en Suède, un représentant de l’ambassade américaine offre sa chance à Jack Garfein d’émigrer aux États-Unis, où il rejoint son oncle qui habite New York. Il est pris en charge par la Jewish Child Care Association, qui lui permet d’obtenir une bourse pour intégrer le Dramatic Workshop à la New School for Social Research.
Jack Garfein prend des cours de comédie avec l’influent réalisateur allemand Erwin Piscator. Parmi ses camarades de classe se trouvent Walter Matthau, Tony Curtis et Rod Steiger. Durant ses années d’études, il crée une troupe de théâtre, les New Horizon Players, avec qui il apprend l’art de la direction d’acteurs et de la mise en scène. En 1948, il est choisi par Piscator pour interpréter le rôle principal de sa pièce "The Burning Bush", l’histoire d’un jeune Juif orthodoxe accusé de meurtre rituel par des membres antisémites de l’aristocratie hongroise. Les années suivantes constituent ses premiers pas en tant que metteur en scène de théâtre avec les pièces Home of the Brave (en) (1950) de Arthur Laurents et Birthday of the Infanta (1949) de Oscar Wilde, dans laquelle il interprète le rôle principal.
Encouragé par Piscator et Lee Strasberg, Jack Garfein rejoint le American Theatre Wing pour y étudier la réalisation avec Strasberg. Après avoir obtenu son diplôme à vingt ans, il est engagé par la NBC afin de réaliser des segments télévisuels de quinze minutes pour la série The Kate Smith Hour avec les comédiens Barry Nelson, Phyllis Love, et Donald Buka, les jeunes étoiles montantes de Broadway à l’époque.

## Carrière

### Débuts
Impressionné par la mise en scène de Jack Garfein, de La Dame aux Camélias d’Alexandre Dumas, Lee Strasberg l’invite à rejoindre l’Actors Studio. Lors de cette période, il produit et met en scène la première pièce de grande envergure de l’Actors Studio, End as a Man(1953), inspirée du roman de Calder Willingham. Jusqu’à présent le Studio n’était qu’un atelier pour les comédiens afin qu’ils travaillent des scènes individuellement.
Sous les louanges de Lee Strasberg et Elia Kazan, End as a Man eut sa grande première au théâtre de Lys, ainsi la pièce fut la première de l’Actors Studio à débuter en dehors de Broadway. Les critiques fulgurantes permirent le transfert de la pièce vers les planches de Broadway, le premier transfert de ce type depuis la pièce de O’Neill, près d’un quart de siècle plus tôt. La pièce fait découvrir Ben Gazzara au grand public en tant que figure montante. À l’âge de vingt trois ans Jack Garfein gagne le Show Business Award, et le prix du meilleur metteur en scène de Broadway.
En juin 1955, Jack Garfein reçoit une lettre l’invitant à devenir membre du panel des directeurs de l’Actors Studio. C’est là qu’il rencontre Carroll Baker, une camarade de classe qui devient son épouse.
Carroll Baker et Jack Garfein ont deux enfants ensemble, Blanche Baker comédienne récompensée aux Emmy Award du prix de la meilleure comédienne, et Herschel Garfein compositeur récompensé aux Grammy Awards.

## Producteur et directeur de théâtre
Après End as a Man, Jack Garfein dirige trois autres pièces à Broadway : Girls of Summer (1956) de Richard Nash, avec pour rôle principal Shelley Winters. The Sin of Pat Muldoon (1957) de John McLiam et The Shadow of a Gunman (1958) de Sean O'Casey, avec pour rôle principal un jeune Bruce Dern qui le fera connaître.
Les nombreuses pièces mises en scène par Jack Garfein en dehors de Broadway incluent Anna Christie (1966) de Eugene O’Neill. La Leçon et California Reich (1978-79) de Eugène Ionesco. The Price and The American Clock (1979-1980) de Arthur Miller. Sketchbook (1981) de Anton Chekhov avec Joseph Bulof et John Herd. Catastrophe (1983) de Alan Schneider. Ohio Impromptu, Catastrophe, What Where, and Endgame (1983–84) de Samuel Beckett. For No Good Reason (1985) et Childhood (1985) avec Glenn Close dans le rôle principal, A Kurt Weill Cabaret avec Alvin Epstein et Marta Schlamme (1985) de Nathalie Saurraute. Stalin (1989) de Gastón Salvatore. Toutes les pièces de Ekkehard Schall écrites pour le Brecht Theater. Et enfin Master Harold (1985) de l’écrivain sud-africain Athol Fugard, dont la première eut lieu en France, au Théâtre du Rond-Point. À la suite de la représentation, le comédien et réalisateur français Jean-Louis Barrault demande à Jack Garfein de venir donner des cours dans le théâtre.
Jack Garfein est le fondateur et directeur artistique du théâtre Samuel Beckett (1974) à New York, ainsi que le théâtre Harold Clurman (1978) sur la Theatre Row à New York. Jack Garfein et Samuel Beckett partageaient une amitié et correspondaient épistolairement tout au long de leur vie. Samuel Beckett lui cède les droits de sa populaire pièce télévisuelle Nacht und Träume (1982), ainsi Jack Garfein met en scène la première mondiale de cette pièce sur les planches de théâtre. En 2013, Jack Garfein adapte et met en scène A Report to the Academy de Franz Kafka au Théâtre des Mathurins à Paris.

## Réalisateur

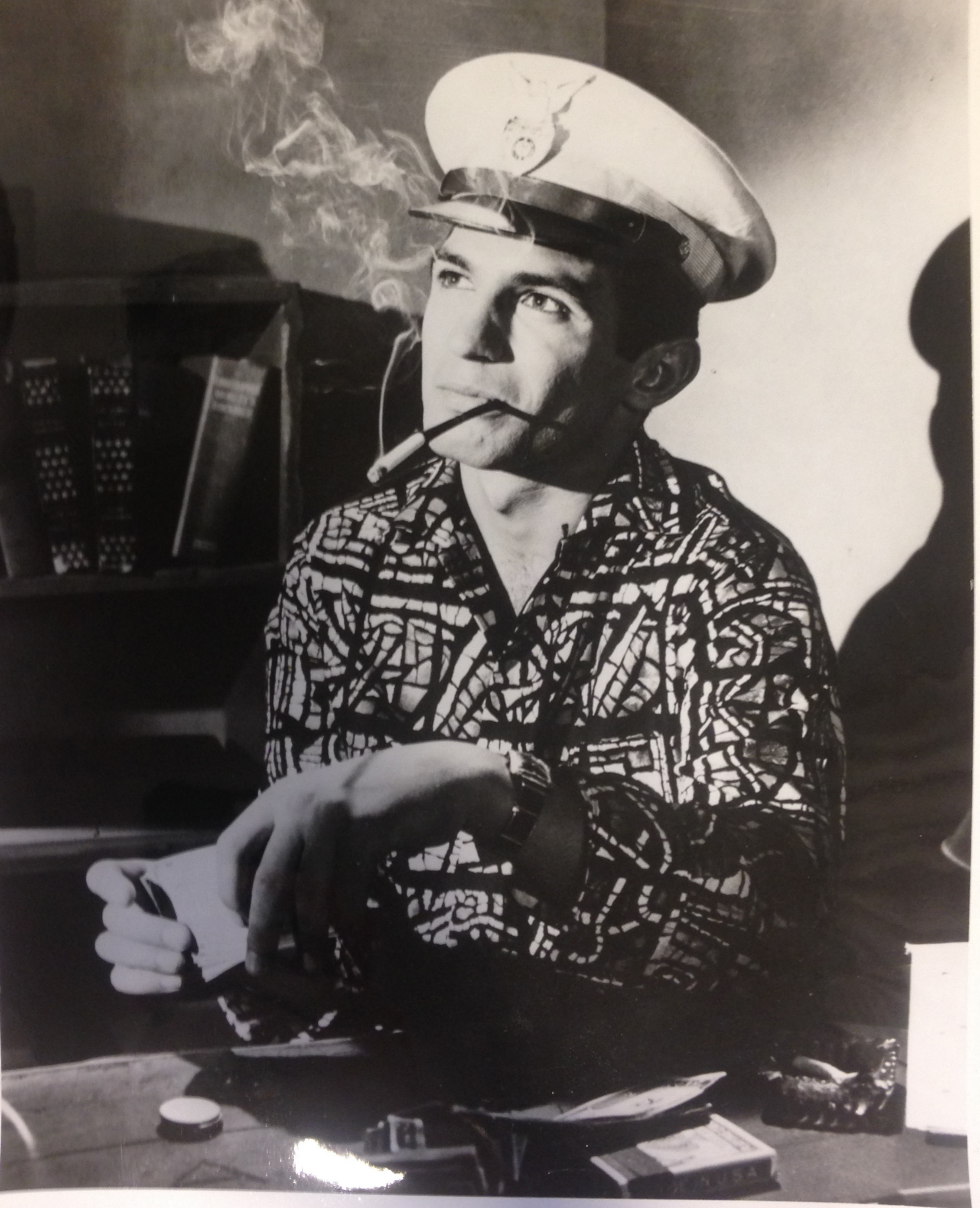
Ben Gazzara dans The Strange One.

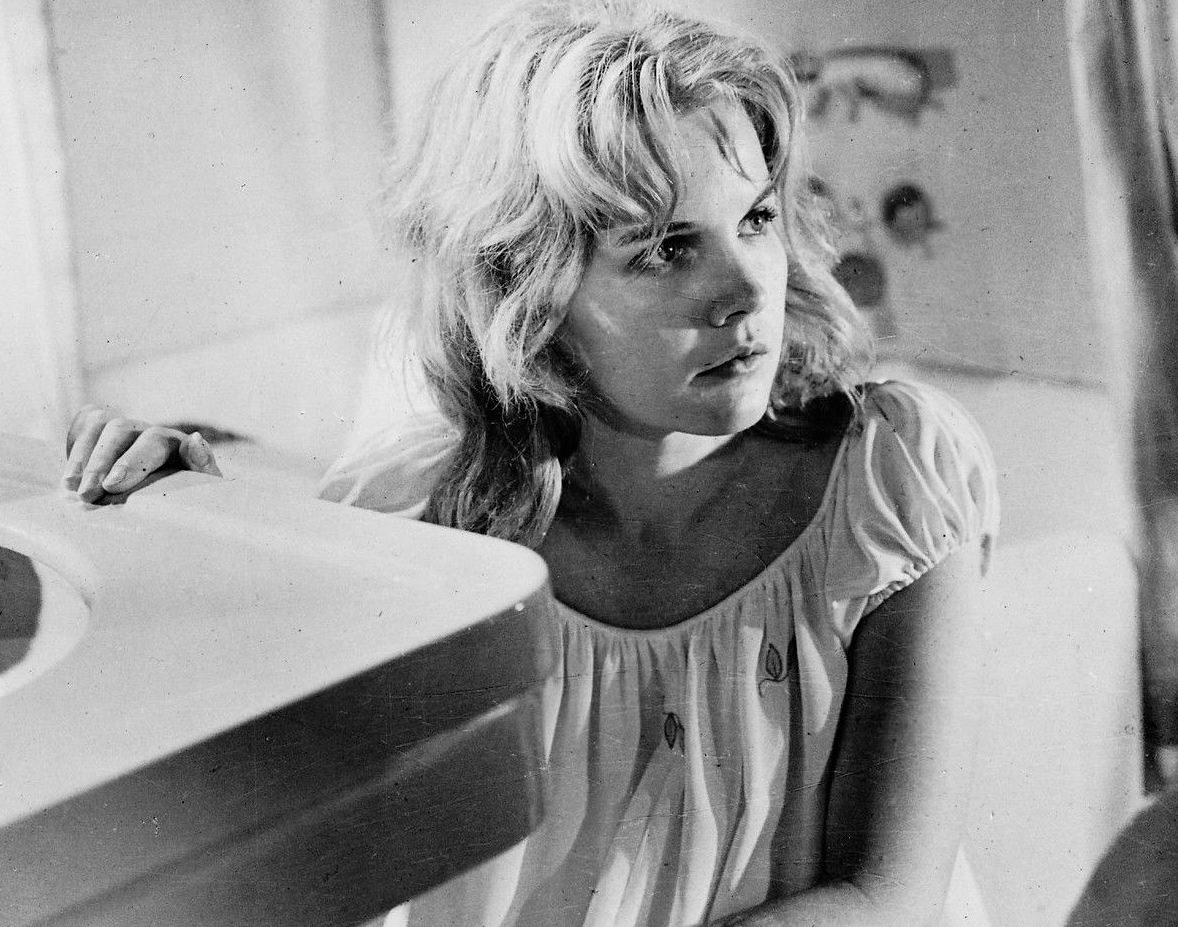
Carroll Baker dans Something Wild (1961).

La première réalisation de Jack Garfein au cinéma, est une adaptation de sa production de End as a Man (1953) : Demain ce seront des hommes (1957). Le film se déroule dans une académie militaire sadique dans le sud des États-Unis. Comme souligné par le critique Foster Hirsch, le film fait écho au fascisme nazi, dont Jack Garfein a été témoin et victime. Le film se concentre sur un cadet cruel mais charismatique, Jocko de Paris, interprété par Ben Gazzara, qui embrigade ses camarades pour cacher un incident très violent de harcèlement qui a eu lieu au sein de l’école. Demain ce seront des hommes était au centre d’une controverse autour des acteurs afro-américains à Hollywood, et le film sort sans fin, car des comédiens de couleur apparaissaient à l’écran. Dans une Amérique en pleine ségrégation en 1957, le studio s’y oppose sous prétexte que la présence de comédiens afro-américains, ne permettrait pas une diffusion dans le sud des États-Unis. Mais Jack Garfein ne cède pas et tourne, malgré tout, la scène.
Le second film de Jack Garfein Au bout de la nuit (1961), également controversé, est adapté du roman de Alex Karmel Mary Ann (1958), et est produit indépendamment par sa société de production Prometheus Enterprises. Dans le film, sa femme de l’époque, Carroll Baker, interprète une jeune femme victime de viol et retenue prisonnière par l’homme (Ralph Meeker) qui la sauve du suicide. Leur relation ambiguë du sauveur et du bourreau pour Mary Ann, est immédiatement rejetée par les critiques et le public américain. Dans son interview de 1963 avec Albert Johnson[Lequel ?] du Film Quarterly, Jack Garfein souligne que Au bout de la nuit n’a pas été distribué dans trois quarts des grosses villes des États-Unis, y compris Chicago, et depuis sa sortie, n’avait pas eu d’autres opportunités de réalisation.
En revanche, Au bout de la nuit a une bien meilleure réception critique en Europe. Comme le mentionne Jack Garfein dans son interview avec Johnson, « J’ai remarqué que seules des personnes étrangères, telles que François Truffaut ou Marcel Marceau, étaient réellement intéressés par mes deux films, Demain ce seront des hommes et Au bout de la nuit. » Le célèbre critique italien Albert Morovia, remarque lui aussi le propos fort du film. Jack Garfein évoque que lors de sa tournée promotionnelle en Suède, il avait pu lire un article intitulé « Jack Garfein est-il le Ingmar Bergman américain ? » Joshua Brunsting de CriterionCast écrit « Très soutenu en Europe, nombreux ont comparé les films de Jack Garfein aux œuvres de Ingmar Bergman, et c’est la comparaison la plus parfaite que l’on puisse faire. Les comparaisons visuelles sont claires, tout comme la bataille de la culpabilité, la honte et plus clairement le traumatisme. C’est un long métrage parfaitement touchant, et l’une des plus grandes raisons de cette émotion est la réalisation de Garfein. »

## À la télévision
Garfein obtient son premier emploi à la télévision en 1951, en réalisant de courts sketchs dramatiques pour la série The Kate Smith Hour sur NBC. Sa réalisation de la pièce télévisuelle “Rooftop” est décrite par Ben Gross du Daily News comme étant « un interlude dramatique exceptionnellement bon » et « une des vignettes dramatiques les plus émouvantes à la télévision depuis un long moment ; une simple histoire d’amour parmi les tènements, une combinaison de réalisme, avec une touche de poésie ». Ben Gross poursuit en faisant l’éloge de la « vivacité et l’économie » de la mise en scène de Garfein.
Plusieurs années plus tard, Jack Garfein réalise un des épisodes de la première série couleur en prime time à la télévision, qui pour la première fois introduit le concept du public sur le plateau : The Marriage, qui était diffusée sur NBC de juillet à aout 1954. La série avait pour personnages principaux, Jessica Tandy et Hume Cronyn, en couple dans la vie. Le Washington Post la décrit comme une des meilleures séries estivales de substitution, mettant en avant « une approche mature de la comédie de situation, » avec des situations plausibles et des personnages intelligents.

## Enseignement
Il est le premier réalisateur à intégrer le Actors Studio à New York en 1950 et devient membre de la direction en 1955. Par la suite Jack Garfein est nommé directeur artistique de la branche du Studio implanté à Los Angeles, qu’il a cofondé avec Paul Newman en 1966. Il ouvre également le Actors et le Directos Lab à New York en 1974, une nouvelle école d’art dramatique, où un certain nombre de figures importantes y ont étudié, comme Sissy Spacek (Trois femmes), Paul Schrader (Taxi Driver), Tom Schulman (Le Cercle des poètes disparus), et Phil Alden Robinson (Jusqu'au bout du rêve). Au fil des années, Jack Garfein proposait ses cours de jeu et de mise en scène à Londres, Budapest, et au Studio Jack Garfein à Paris.
Il enseigne pendant plus de quarante ans, il écrit un livre puisé de son expérience, Life and Acting - Techniques for the Actor (2010). Le livre débute avec sa propre éducation au théâtre, Life and Acting décrit ensuite son ouverture sur les autres formes d’art – la peinture, littérature, et sculpture – qui ont influencé sa compréhension de la performance théâtrale, suivi de douzaines de leçons sur la manière d'enseigner le jeu de scène et le jeu cinématographique.
En juillet 2012, Jack Garfein reçoit un Masque d'Or et est élu meilleur enseignant d’art dramatique France.

## Vie privée
Tout au long de sa vie, Jack Garfein a fréquenté les artistes les plus importants de son époque. Henry Miller fait l’éloge du talent de Jack Garfein dans son livre My Bike and Other Friends (1977), Marilyn Monroe le considérait comme un de ses amis les plus proches. Il était l’ami de Samuel Beckett, George Stevens, John Ford, Arthur Miller, Elia Kazan, et Lee Strasberg, que Jack Garfein voyait comme une sorte de père adoptif, il vivait avec lui lors de ses études de théâtre aux États-Unis.

## Héritage
En 1984, la Cinémathèque Française rend hommage à l’œuvre de Jack Garfein en projetant ses deux films, Demain ce seront des hommes et Au bout de la nuit. La projection est présentée par Costa Gavras pour l’occasion. Ces premières projections sont suivies la même année par une deuxième rétrospective à la Filmoteca Española de Madrid en 1984.
En 2010, un hommage est rendu à Jack Garfein organisé par la UCLA Film and Television Archive au théâtre Billy Wilder, du musée Hammer, à Los Angeles. Durant l’hommage, ses deux films sont projetés, ainsi que le documentaire réalisé par Brian McKenna, A Journey Back (1987), dans lequel nous suivons les chroniques Jack Garfein qui revient à Auschwitz, et retourne dans sa maison d’enfance.
Des projections et hommages similaires sont organisés en 2011 au Film Forum de New York, présenté par Foster Hirsch (en) historien du cinéma et de l’Actors Studio. Ainsi qu’en 2014 au BFI à Londres, présenté par Clyde Jeavons, au sein des projections “Birth of the Method” du BFI.
D’autres rétrospectives ont eu lieu au Forum des Images de Paris, en 2008, au festival des Lumières à Lyon en 2009, au Telluride Film Festival en 2012, et enfin en 2013 aux Cinémathèques de Tel-Aviv, Jérusalem, et Haïfa.
En mai 2023, The Wild One, un documentaire retraçant la vie et l'héritage de Jack Garfein, sort en salle.Le film, réalisé par Tessa Louise-Salomé et raconté par Willem Dafoe, propose des interviews inédites de Jack Garfein, Foster Hirsch, ou Peter Bogdanovich. La première de The Wild One eu lieu au Festival de Tribeca, le 11 juin 2022 à New York, où il a obtenu le prix de la meilleure image. Il a ensuite été présenté pour la première française au Festival du cinéma américain de Deauville, puis au Festival International du Film de La-Roche-Sur-Yon et au Festival 2 Valenciennes, où il a reçu la mention spéciale du Jury.

## Filmographie
- 1957 : Demain ce seront des hommes (The Strange One) avec Ben Gazzara et George Peppard.
- 1961 : Au bout de la nuit (Something Wild) avec Carroll Baker, Ralph Meeker et Mildred Dunnock. Musique d’Aaron Copland.